# Jean Templin
Janusz Templin (14 de desembre de 1928 - 23 de novembre de 1980), més conegut com a Jean Templin, va ser un futbolista francès, que jugava com a davanter.
Va jugar com a titular, i va marcar un gol, a la final de la Copa d'Europa de 1956, que l'Stade de Reims va perdre contra el Madrid 4-3 a i que inauguraría una ratxa de cinc victòries consecutives dels madrilenys en aquesta competició.